# Су-цзун (династія Тан)
Су-цзун (кит.: 肅宗; піньїнь: Suzong), особисте ім'я Лі Хен (кит.: 李亨; піньїнь: Lǐ Hēng; 2 лютого 711 —16 травня 762) — десятий імператор династії Тан у 756–762 роках.

## Життєпис

### Молоді роки
Народився 2 лютого 711 року в родині Лі Лунцзі, який 712 року став імператором під іменем Сюань-цзуна. При народженні звався Лі Хен. 713 року отримав перший титул — князя Шана та змінив ім'я на Лі Сішень. 736 року він став князем Чон з іменем Лі Ю, а 738 після низки інтриг — спадковим принцом з іменем Лі Шао. Загалом отримав гарну класичну та військову освіту. З моменту отримання прав на трон вступив у протистояння з впливовим канцлером Лі Лінфу. Останній, користуючись своїм впливом на імператора, фактично відстороним молодого принца від якоїсь політичної діяльності.
Ситуація змінилася лише з початком повстання у 755 році військового губернатора (цзєдуши) Ань Лушаня. Тоді Лі Хен втік разом із батьком на північ, де зумів організувати оборону. Незабаром Сюань-цзун зрікся трону й передав владу синові.

### Володарювання
12 серпня 756 року Лі Хен став новим імператором під іменем Су-цзун. Головною його задачею було знищення заколотників на чолі із Ань Лушанєм. Власних сил для цього не вистачало. З огляду на це імператор уклав військовий союз з Баянчур-ханом, вождем уйгурів. Сприяло Су-цзуну й те, що 757 року було вбито Ань Лушаня. Того ж року імператор відвоював столицю Чанань. Проте у повстанців залишився в руках Лоян й значна частина північних земель. До кінця життя Су-цзун намагався відвоювати їх, проте марно. До того ж у 760 році у нижній течії річки Янцзи повстав Лю Чжан. На його придушення довелося відволікати значні сили.
Наприкінці життя Су-цзун зіткнувся з інтригами серед рідні, яка прагнула зробити спадкоємцем трону свого кандидата. Зрештою Су-цзун 16 травня 762 року помер, не визначивши свого наступника.